# Giải Lieben
Giải Ignaz Lieben là một giải thưởng của Áo được trao hàng năm cho các nhà khoa học trẻ trong các lãnh vực Sinh học phân tử, Hóa học hoặc Vật lý học.
Giải Ignaz Lieben đã từng được gọi là giải Nobel của Áo. Giải nhắm mục đích tương tự như giải Nobel, nhưng lâu đời hơn giải Nobel một chút.

## Lịch sử
Nhà buôn người Áo Ignaz L. Lieben - mà gia đình đã hỗ trợ nhiều hoạt động bác ái – đã quy định trong di chúc của mình dành ra 6.000 florin để dùng cho "lợi ích công cộng". Năm 1863 số tiền này được trao cho "Viện Hàn lâm Khoa học đế quốc Áo" và "Giải Ignaz L. Lieben" được thiết lập. Mỗi 3 năm, số tiền 900 florin được trao cho một nhà khoa học Áo làm việc trong các lãnh vực Hóa học, Vật lý học hơặc Sinh lý học. Số tiền này đại để tương ứng với 40% lợi tức thu nhập hàng năm của một giáo sư đại học.
Từ năm 1900 trở đi, giải được trao hàng năm. Số vốn hiến tặng đã được gia đình Lieben tăng gấp đôi. Khi vốn hiến tặng bị mất giá do lạm phát sau thế chiến thứ nhất, hàng năm gia đình Lieben đã chuyển khoản tiền cần thiết cho Viện Hàn lâm Khoa học Áo. Nhưng từ khi gia đình bị đảng Quốc xã truy hại, thì giải này bị gián đoạn sau khi Đức sáp nhập Áo vào đại Đức năm 1938.
Năm 2004 giải Lieben được tái lập bằng sự hỗ trợ của Isabel Bader và Alfred Bader (2 người này đã trốn thoát từ Áo sang Anh ở tuổi 14 vào năm 1938). Ngày nay, số tiền của giải là 18.000 dollar Mỹ, và được trao hàng năm cho các nhà khoa học trẻ làm việc ở Áo, Bosna-Hercegovina, Croatia, Cộng hòa Séc, Hungary, Slovakia hoặc Slovenia (tức là một trong các nước đã là thành phần của Đế quốc Áo Hung từ hàng trăm năm trước), và làm việc trong các lãnh vực Sinh học phân tử, Hóa học hoặc Vật lý học.

## Các người đoạt giải
- 2014 Jana Roithová[2]
- 2013 Barbara Kraus[3]
- 2012 Michael Sixt
- 2011 Mihály Kovács
- 2010 Robert Kralovics
- 2009 Frank Verstraete
- 2008 Csaba Pál
- 2007 Markus Aspelmeyer
- 2006 Andrius Baltuska
- 2005 Ronald Micura
- 2004 Zoltan Nusser
- 1937 Marietta Blau và Hertha Wambacher
- 1936 Franz Lippay và Richard Rössler
- 1935 Armin Dadieu
- 1934 Eduard Haschek
- 1933 Ferdinand Scheminzky
- 1932 Georg Koller
- 1931 Karl Höfler
- 1930 Wolf Johannes Müller
- 1929 Karl Przibram
- 1927 Otto Porsch và Gustav Klein
- 1926 Adolf Franke
- 1925 Lise Meitner
- 1924 Otto Loewi và Ernst Peter Pick
- 1923 Otto von Fürth
- 1922 Karl Wilhelm Friedrich Kohlrausch
- 1921 Karl von Frisch
- 1920 Ernst Späth
- 1919 Victor Francis Hess
- 1918 Eugen Steinach
- 1917 Wilhelm Schlenk
- 1916 Friedrich Adolf Paneth
- 1915 Wilhelm Trendelenburg
- 1914 Fritz Pregl
- 1913 Stefan Meyer
- 1912 Oswald Richter
- 1911 Friedrich Emich
- 1910 Felix Ehrenhaft
- 1909 Eugen Steinach
- 1908 Paul Friedlaender
- 1907 Hans Benndorf
- 1906 Arnold Durig
- 1905 Rudolf Wegscheider và Hans Meyer
- 1904 Franz Schwab
- 1903 Josef Schaffer
- 1902 Josef Herzig
- 1901 Josef Liznar
- 1900 Theodor Beer và Oskar Zoth
- 1898 Konrad Natterer
- 1895 Josef Maria Eder và Eduard Valenta
- 1892 Guido Goldschmiedt
- 1889 Sigmund Ritter Exner von Ewarten
- 1886 Zdenko Hans Skraup
- 1883 Victor Ritter Ebner von Rofenstein
- 1880 Hugo Weidel
- 1877 Sigmund Ritter Exner von Ewarten
- 1874 Eduard Linnemann
- 1871 Leander Ditscheiner
- 1868 Eduard Linnemann và Karl von Than
- 1865 Josef Stefan